# Gabriel Sagastume
José Gabriel Sagastume Ríos (5 de enero de 1982) es un deportista guatemalteco que compitió en taekwondo. Ganó dos medallas en el Campeonato Panamericano de Taekwondo en los años 2000 y 2004.

## Palmarés internacional
| Campeonato Panamericano | Campeonato Panamericano          | Campeonato Panamericano | Campeonato Panamericano |
| Año                     | Lugar                            | Medalla                 | Categoría               |
| ----------------------- | -------------------------------- | ----------------------- | ----------------------- |
| 2000                    | Oranjestad (Aruba)               | Medalla de oro          | –62 kg                  |
| 2004                    | Santo Domingo ( Rep. Dominicana) | Medalla de bronce       | –67 kg                  |